# Arionoidea
Die Arionoidea sind eine Überfamilie aus der Unterordnung der Landlungenschnecken (Stylommatophora). Es handelt sich überwiegend um Nacktschnecken und einige „Halbnacktschnecken“. Meist liegt der Rest des Gehäuses im Mantel, lediglich bei einer Gattung ist es fast noch komplett extern.

## Merkmale
Die Gehäuse sind stark reduziert und vom Mantel bedeckt. Lediglich eine Gattung hat noch ein kleines, ohrförmiges und extern liegendes Gehäuses, in das sich das Tier aber nicht mehr zurückziehen kann. Bei den übrigen Formen ist nur noch ein mehr oder weniger verkalktes Kalkplättchen vorhanden. Bei einigen Formen ist auch noch die Verkalkung weitgehend reduziert und das hornige Plättchen ist mit einigen Kalkkörperchen inkrustiert. Die Körper sind wurmförmig; es handelt sich im Habitus um Nacktschnecken und „Halbnacktschnecken“. Ausgestreckt können Vertreter der Arionoidea bis fast 25 cm Länge erreichen. Die meisten Formen sind aber deutlich kleiner und bleiben unter 10 cm. Der zwittrige Genitaltrakt tendiert zur sekundären Vereinfachung. So fehlt bei den Philomycidae der Liebespfeilsack oder bei den Arionidae der Penis. Auch der Epiphallus kann vorhanden oder reduziert sein.

## Geographische Verbreitung und Lebensweise
Die Überfamilie kam ursprünglich auf allen Kontinenten mit Ausnahme von Australien (und der Antarktis) vor. Inzwischen sind viele Arten weltweit verschleppt worden. Vor allem die ursprünglich holarktisch verbreiteten Vertreter der Familie der Wegschnecken (Arionidae) sind inzwischen in fast allen gemäßigten Regionen der Welt zu finden. Unter den Arionoidea finden sich vor allem Pflanzenfresser, die frisches, welkes oder totes Pflanzenmaterial fressen, Pilz- und Algenfresser, auch Aasfresser, aber keine ausschließlich karnivoren Formen.

## Systematik
Die Überfamilie Arionoidea wird von Bouchet & Rocroi (2005) in sechs Familien unterteilt; Schileyko (2007) anerkennt nur fünf Familien:
- Überfamilie Arionoidea Gray, 1840
  - Familie Wegschnecken Arionidae Gray, 1840
  - Familie Ariolimacidae Pilsbry & Vanatta, 1898 (Schileyko führt dieses Taxon als Unterfamilie der Arionidae)
    - Unterfamilie Ariolimacinae Pilsbry & Vanatta, 1898
    - Unterfamilie Zacoleinae Webb, 1959 (wird von Schileyko nicht als Unterfamilie anerkannt)

  - Familie Anadenidae Pilsbry, 1948
    - Unterfamilie Anadeninae Pilsbry, 1948

  - Familie Binneyidae Cockerell, 1891 (wird von Schileyko als Unterfamilie der Arionidae gesehen)
  - Familie Oopeltidae Cockerell, 1891
    - Unterfamilie Oopeltinae Cockerell, 1891
    - Unterfamilie Ariopeltinae Sirgel, 1985

  - Familie Philomycidae Gray, 1847

## Phylogenie
Im Kladogramm der Pulmonata von Wade et al. (2006) basierend auf einer Analyse ribosomaler (r) RNA sind die Arionoidea die Schwestergruppe der Limacoidea. Allerdings basiert diese Stellung auf der Analyse von nur wenigen arionoiden Taxa.